# Nasir al-Din al-Tusi
Naṣīr al-Dīn al-Ṭūsī (in persiano نصير الدين الطوسي‎, trascritto anche Nassir Eddin al-Tusi; Ṭūs, 18 febbraio 1201 – Baghdad, 26 giugno 1274) è stato un astronomo e matematico persiano.
Fu anche fisico, chimico, biologo, filosofo, teologo, ma soprattutto uno studioso con approccio interdisciplinare, al servizio di Hülegü (Hulagu Khan).

## Vita
Nacque nella antica città di Ṭūs, nelle regioni nord-orientali iraniche del Razavi Khorasan, in una famiglia presumibilmente smailita. Perdette il padre in giovane età e intraprese con impegno e serietà l'attività di studente e studioso. Da giovane si trasferì a Nishapur per studiare filosofia sotto la guida di Farīd al-Dīn al-ʿAṭṭār e matematica, grazie agli insegnamenti di Muḥammad Ḥaṣīb.
Successivamente si recò nel Quhistan per inserirsi nella comunità ismailita come novizio.
Ṭūsī si unì agli Assassini nella loro fortezza di Alamūt e fu coinvolto dall'invasione dei Mongoli  assistendo al collasso del potere politico ismailita. In seguito a questo sconvolgimento politico, Ṭūsī passò al servizio del condottiero mongolo Hulagu Khan convincendolo a costruire un nuovo osservatorio astronomico a Maragheh che per secoli rimase il più importante centro di studi astronomici ; questo periodo fu molto produttivo, dato che Tusi scrisse approssimativamente centosessantacinque opere di argomenti vari, occupanti tutto lo scibile umano.

## Lavori e ricerche

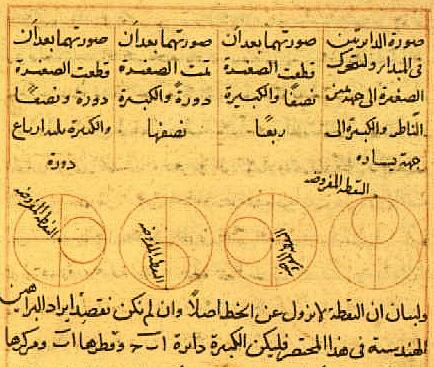
Trattato di Tusi preso da Vat. Arabo ms 319

Dette la prima esposizione completa del sistema di trigonometria piana e sferica.

### Astronomia e geometria
Tusi convinse Hulegu a costruire un osservatorio astronomico per migliorare le conoscenze in materia. Iniziato nel 1259, il Rasad-e Khaneh fu costruito ad ovest di Maragheh, la capitale dell'Ilkhanato mongolo persiano. Grazie alle sue osservazioni, Tusi realizzò tabelle delle posizioni e dei movimenti planetari molto accurate e dette nome ad alcune stelle.
Il suo lavoro si può considerare uno dei più completi svolti fino al suo tempo e si dovette attendere almeno quello di Niccolò Copernico, per assistere a un ulteriore balzo in avanti nei modelli astronomici. Il lavoro e le teorie che elaborò Tusi possono essere paragonati a quelli dell'astronomo cinese Shen Kuo vissuto nell'XI secolo.
Per i suoi modelli astronomici, inventò una tecnica geometrica che prese il suo nome, in grado di generare moti lineari dalla somma dei moti circolari; con questa tecnica fu capace di rimpiazzare le equazioni tolemaiche, di calcolare il valore della precessione degli equinozi; inoltre perfezionò la tecnica di calcolo delle declinazioni e contribuì alla costruzione di alcuni strumenti astronomici, tra i quali l'astrolabio.
Tusi fu anche il primo a presentare osservazioni empiriche evidenzianti la rotazione terrestre, usando come parametro di riferimento la posizione delle comete. Le argomentazioni addotte da Tusi furono simili a quelle usate da Niccolò Copernico nel 1543 per spiegare la rotazione della terra.

### Biologia
Tusi si occupò lungamente di biologia e fu uno dei pionieri di evoluzione biologica affrontata con un taglio scientifico.

La sua teoria dell'evoluzione si basò sulla convinzione che inizialmente l'universo fosse consistito di elementi piccoli ed eguali, definibili come particelle elementari. In una seconda fase, sostanze piccolissime iniziarono a svilupparsi rapidamente e a differenziarsi le une con le altre.

Con questo modello sull'evoluzione, Tusi, arrivò a spiegare come gli elementi si trasformino in minerali, in piante, in animali e infine in esseri umani.

Tusi riuscì a dissertare come la variabilità ereditaria sia stata un fattore importante per l'evoluzione biologica delle cose viventi.

In seguito Tusi discusse sulla capacità di adattamento degli organismi all'ambiente; e per ultimo come gli umani si siano evoluti e distinti dagli animali.

### Chimica e fisica
Nelle discipline della chimica e della fisica, Tusi elaborò una versione anticipatrice della legge della conservazione della massa; scrisse che un corpo è abile a cambiare e a trasformarsi, ma non a scomparire.

### Matematica
Tusi fu probabilmente il primo ad occuparsi di trigonometria come una disciplina separata dalla matematica, e nel suo trattato Trattato sui quadrilateri, fornì la prima esposizione completa di trigonometria sferica, riuscendo ad essere il primo ad elencare i sei distinti casi di un triangolo retto nella trigonometria sferica.
Nel suo trattato On the Sector Figure, formulò la famosa legge dei seni per i triangoli piani:
{\displaystyle {\frac {a}{sinA}}={\frac {b}{sinB}}={\frac {c}{sinC}}}
I suoi studi matematici approfondirono le leggi dei seni e delle tangenti relative ai triangoli oltre al calcolo delle radici dei numeri interi.
Un suo apprezzato allievo fu il persiano Quṭb al-Dīn Shīrāzī.
A lui sono dedicati il cratere Nasireddin sulla Luna e l'asteroide 10269 Tusi.

## Opere principali
- Tajrīd al-ʿaqāʾid – il suo principale lavoro sul Kalām (filosofia islamica scolastica).
- al-Tadhkīra fī ʿilm al-hayʾa – un memoriale riguardante le scienze astronomiche.
- Akhlāq-i Naṣīrī – un'opera che si occupa di etica.
- al-Risāla al-astūrlābiya – un trattato sull'astrolabio.
- Zīj-i Īlkhānī ("Tavole ilkhaniche") – un importante trattato di astronomia, completato nel 1272.
- Sharḥ al-ishārāt ("Commento alle ishārāt [di Avicenna]"); testo di critica sulle opere di Avicenna.